# Charles F. Crandall
Pour les articles homonymes, voir Crandall.
Charles Fenwick Crandall, né le 19 juillet 1876 à Saint-Jean au Nouveau-Brunswick, et mort le 7 novembre 1963 à Victoriaville au Québec, est un journaliste canadien qui a dirigé pendant neuf ans, le Montreal Star, l'un des principaux quotidiens du pays.

## Biographie
Journaliste, Charles F. Crandall a travaillé pour le Saint John Sun puis dirigé de 1912 à 1921 le Montreal Star, l'un des principaux quotidiens du pays, fondé en 1869 par Hugh Graham. Il est ensuite devenu directeur et actionnaire du Vancouver Daily World. Il a parallèlement été président et propriétaire d'une petite agence de presse, appelée le "Dominion News Bureau", qui s'adressait aux journaux du Commonwealth. En 1923, il se tourne vers Roy W. Howard, le président de United Press International, qui le nomme président de la British United Press, une filiale créée au Canada puis installée l'année suivante à Londres.